# Plantago alata
Plantago alata är en grobladsväxtart som beskrevs av Takenoshin Nakai. Plantago alata ingår i släktet kämpar, och familjen grobladsväxter. Inga underarter finns listade i Catalogue of Life.